# Барр (місто, Вермонт)
Барр (англ. Barre) — місто (англ. city) в США, в окрузі Вашингтон штату Вермонт. Населення — 8491 особа (2020).

## Географія
Барр розташований за координатами 44°11′57″ пн. ш. 72°30′29″ зх. д. / 44.19917° пн. ш. 72.50806° зх. д. (44.199112, -72.507993).  За даними Бюро перепису населення США в 2010 році місто мало площу 10,30 км², з яких 10,22 км² — суходіл та 0,08 км² — водойми.

### Клімат
| Клімат : Барр         | Клімат : Барр | Клімат : Барр | Клімат : Барр | Клімат : Барр | Клімат : Барр | Клімат : Барр | Клімат : Барр | Клімат : Барр | Клімат : Барр | Клімат : Барр | Клімат : Барр | Клімат : Барр | Клімат : Барр |
| Показник              | Січ.          | Лют.          | Бер.          | Квіт.         | Трав.         | Черв.         | Лип.          | Серп.         | Вер.          | Жовт.         | Лист.         | Груд.         | Рік           |
| Середній максимум, °C | −3,5          | −1,3          | 3,5           | 11,4          | 18,4          | 23,2          | 25,6          | 24,5          | 20,1          | 13,1          | 6,2           | −0,6          | 11,7          |
| Середній мінімум, °C  | −13,7         | −12,3         | −7,1          | 0,0           | 5,7           | 10,9          | 13,3          | 12,4          | 8,1           | 2,0           | −2,6          | −9,6          | 0,6           |
| Норма опадів, мм      | 55            | 52            | 60            | 67            | 86            | 93            | 97            | 102           | 83            | 88            | 79            | 68            | 930           |
| Днів з опадами        | 12,8          | 11,3          | 11,5          | 12,5          | 12,8          | 12,7          | 12,1          | 12,1          | 10,6          | 11,9          | 14,0          | 14,3          | 148,6         |
| Днів зі снігом        | 10,8          | 8,4           | 6,6           | 3,1           | 0             | 0             | 0             | 0             | 0             | ,8            | 5,1           | 10,4          | 45,2          |
| --------------------- | ------------- | ------------- | ------------- | ------------- | ------------- | ------------- | ------------- | ------------- | ------------- | ------------- | ------------- | ------------- | ------------- |
| Джерело: NOAA         |               |               |               |               |               |               |               |               |               |               |               |               |               |

## Демографія
Згідно з переписом 2010 року, у місті мешкали 9052 особи в 4137 домогосподарствах у складі 2173 родин. Густота населення становила 879 осіб/км².  Було 4504 помешкання (437/км²).
Расовий склад населення:
| - 95,2 % — білих - 1,3 % — чорних або афроамериканців - 0,9 % — азіатів - 0,2 % — корінних американців |

До двох чи більше рас належало 2,0 %. Частка іспаномовних становила 2,3 % від усіх жителів.
За віковим діапазоном населення розподілялося таким чином: 22,0 % — особи молодші 18 років, 62,6 % — особи у віці 18—64 років, 15,4 % — особи у віці 65 років та старші. Медіана віку мешканця становила 39,8 року. На 100 осіб жіночої статі у місті припадало 91,0 чоловіків;  на 100 жінок у віці від 18 років та старших — 87,2 чоловіків також старших 18 років.
Середній дохід на одне домашнє господарство  становив 49 640 доларів США (медіана — 41 156), а середній дохід на одну сім'ю — 60 869 доларів (медіана — 57 764). Медіана доходів становила 42 146 доларів для чоловіків та 39 489 доларів для жінок. За межею бідності перебувало 18,7 % осіб, у тому числі 21,7 % дітей у віці до 18 років та 13,7 % осіб у віці 65 років та старших.
Цивільне працевлаштоване населення становило 4337 осіб. Основні галузі зайнятості: освіта, охорона здоров'я та соціальна допомога — 26,7 %, роздрібна торгівля — 13,4 %, публічна адміністрація — 9,5 %, фінанси, страхування та нерухомість — 8,7 %.